# Vathirairuppu
Vathirairuppu è una suddivisione dell'India, classificata come town panchayat, di 15.999 abitanti, situata nel distretto di Virudhunagar, nello stato federato del Tamil Nadu. In base al numero di abitanti la città rientra nella classe IV (da 10.000 a 19.999 persone).

## Geografia fisica
La città è situata a 09° 39' 60 N e 77° 38' 19 E.

## Società

### Evoluzione demografica
Al censimento del 2001 la popolazione di Vathirairuppu assommava a 15.999 persone, delle quali 8.028 maschi e 7.971 femmine. I bambini di età inferiore o uguale ai sei anni assommavano a 1.691, dei quali 870 maschi e 821 femmine. Infine, coloro che erano in grado di saper almeno leggere e scrivere erano 10.309, dei quali 5.727 maschi e 4.582 femmine.